# Lycée français de Riga
Le lycée français de Riga (letton : Rīgas Franču licejs) est un lycée situé à Riga en Lettonie.

## Présentation
Le Lycée français de Riga est une école internationale française fondée en septembre 1921.
C'est une école où le français peut être appris à un niveau avancé dès l'école primaire.
Les études des années 1 à 6 ont lieu au 8 rue Mēness et des années 7 à 12 au 48 rue Krisijana Valdemara.

## Histoire
Le 21 septembre 1921, le lycée français de Riga a été fondé et géré par « l'association du rapprochement franco-letton » avec le soutien du gouvernement français. Jusqu'en 1930, il était situé au 29 rue Elizabetes. Le premier directeur du lycée et professeur de langue française fut Marcels Etienne Segrest. En plus d'enseigner le français, il enseignait également la langue et la littérature lettones.
L'écrivain et professeur d'histoire Angelika Gailite a également joué un rôle majeur dans la création du lycée. Outre les professeurs lettons, des conférenciers invités venus de France travaillaient également au lycée, mais toutes les matières, à l'exception du français, étaient enseignées conformément au programme des écoles primaires et secondaires lettones. Le lycée comprenait une école maternelle (jardin d'enfants), une école primaire de six niveaux et une école secondaire de quatre niveaux.
À la suite de l'occupation de la Lettonie, le 26 septembre 1940, le lycée français a été rebaptisé École secondaire Henri Barbusse Riga n° 11 et a déménagé au 8 rue Mēness à Riga.
En 1951, l'école fut transférée dans un bâtiment situé au 62, rue Miera, mais en 1965 elle s'est installée dans un bâtiment nouvellement construit au 8, rue Mēness.
Le lycée français de Riga a retrouvé son nom historique le 10 juin 1990.
Le 3 septembre 2018, le lycée a également retrouvé son bâtiment d'origine situé au 48 rue Krisijana Valdemara. Odile Suopison, l'ambassadeur de France, a honoré de sa présence l'événement d'ouverture.
L'ambassadrice a rappelé l'histoire du lycée et a rappelé : « En 2016, le lycée français de Riga est devenu une école LabelFrancEducation, faisant ainsi partie d'un mouvement français mondial dans le cadre de l'Organisation internationale de la Francophonie. Et la Lettonie est membre de cette organisation avec le statut d’observateur depuis déjà 10 ans. Tous les pays, les établissements d’enseignement et tous ceux qui contribuent à l’existence de la Francophonie ont non seulement le français en commun, mais aussi des valeurs fondamentales telles que la diversité culturelle, la paix, le renforcement de l’État de droit et la démocratie ».
Au 48 rue Krisijana Valdemara, la superficie totale du bâtiment historique de 5 355 mètres carrés a été rénovée. Il y a 31 salles de classe, un vestiaire pour 600 élèves, une cantine de 274 places, une salle de réunion de 209 places, une salle de conférence et des locaux séparés pour les cours de sport et pour l'administration de l'école. La rénovation du lycée français de Riga a été cofinancée par le Fonds européen de développement régional (FEDER). Le bâtiment a été rénové par la société en nom collectif « RERE Būve 1 » sur commande du service immobilier de la municipalité de Riga.

## Anciens élèves
Parmi les anciens élèves du lycée, citons :
- Andris Bērziņš
- Edijs Bošs (lv)
- Rolands Broks
- Klāvs Elsbergs
- Franks Gordons (lv)
- Valentīns Jākobsons (lv)
- Ita Kozakeviča (lv)
- Kitija Laksa
- Oskars Morozovs (lv)
- Pēteris Pētersons (en)
- Edvards Smiltēns (en)
- Imants Strads (lv)
- Agnis Štifts (lv)